# Würzburger Schule
Die Würzburger Schule bezeichnet eine Richtung der Psychologie, die aus Arbeiten von Oswald Külpe und Karl Marbe, August Messer, Narziß Ach, Karl Bühler und Otto Selz auf der Grundlage der Denkpsychologie in der Gründungszeit der ersten psychologischen Forschungseinrichtungen zu Beginn des 20. Jahrhunderts entstand. Die Themenschwerpunkte ihrer Forschung waren Denken, Urteilen, Wollen und Aufmerksamkeit.

## Grundlagen und Rezeption
Die eigene Erfahrung in der Form der systematischen Selbstbeobachtung wird in der Lehre der Würzburger Schule als Grundquelle psychologischer Erkenntnisse angesehen. Wesentliche Methode war die experimentelle Erfassung kognitiver Prozesse mit Hilfe der Retrospektion (rückschauende Introspektion). Unter anderem wurden Assoziationen und Gedankenprozesse untersucht, die durch vorgegebene Reize ausgelöst wurden. Eine wichtige Erkenntnis war die determinierte und zum Teil unbewusste Steuerung menschlichen Denkens. Wegen der Einbeziehung höherer geistiger Prozesse wurde das methodische Vorgehen der Würzburger Schule von Wilhelm Wundt als unwissenschaftlich kritisiert. Trotzdem haben die Würzburger Schule und die Denkpsychologie wichtige Grundlagen für die spätere Kognitive Wende geschaffen. Ihre Methoden wurden u. a. in der Attributionsforschung wiederentdeckt.
An die Würzburger Schule wird seit 2005 mit der Verleihung des Oswald-Külpe-Preises erinnert, der herausragenden Wissenschaftlern verliehen wird, die höhere geistige Prozesse experimentell erforscht haben.

## Zweite Würzburger Schule
In humoristischer Anlehnung an die erste Würzburger Schule fand sich in den 1980er Jahren eine Forschergruppe um Thomas Städtler, die sich als Zweite Würzburger Schule bezeichnete. Zu den Schwerpunkten dieser als wissenschaftlicher Witz konzipierten „Schule“ zählen Arbeiten auf dem Gebiet der sogenannten Banal-Fundamentalen Disjunktoren (BFD) oder dem Nachweis kleinster Sinnspuren in scheinbar völlig sinnfreien wissenschaftlichen Publikationen.

## Würzburger Schule der Kontemplation
Unabhängig von der psychologischen Würzburger Schule existiert seit den 1990ern die von Willigis Jäger initiierte namensähnliche Würzburger Schule der Kontemplation, die sich um die Weitergabe mystischer Praxis und den Dialog zwischen westlichen und östlichen spirituellen Traditionen bemüht.